# Ряснянський Михайло Олексійович
Михайло Олексійович Рясня́нський (нар. 17 травня 1926, Таганрог, Ростовська область, РРФСР, СРСР — пом. 2003, Миколаїв, Україна) — український живописець і графік, ветеран війни, член Спілки художників України з 1957 року. Заслужений художник України (1976), Народний художник України (2001).

## Біографія
Народився 17 травня 1926 року в місті Таганрозі (тепер Ростовська область, Росія) в сім'ї столяра, що працював на авіаційному заводі. Мати – домогосподарка. У віці 10 років в образотворчій студії під керівництвом С. Орлова, який прищепив любов до реалістичного мистецтва, він написав першу роботу олією (натюрморт із черепом), завдяки якій разом із батальними композиціями здобув першу премію на виставці самодіяльності профспілки авіабудівників у Москві в 1936 році.
З вересня 1943 року до квітня 1944 року брав участь у Другій світовій війні у званні рядового 305-го стрілецького полку 108-ї гвардійської стрілецької дивізії. Після важкого поранення 7 місяців перебував у шпиталі, після чого звільнений в запас у зв'язку з важкою травмою.
По закінченню війни вступив до Харківського художньо-промислового інституту, але не зміг там навчатися. Вступив до Ленінградської академії мистецтв і успішно склав іспити, але через те, що під час війни Ряснянський певний час перебував в окупації, оцінки знизили у вступі відмовили.
У 1947 році закінчив Ростовське художнє училище, а в 1956 році, із відзнакою, факультет живопису Київського художнього інституту (викладачі Тетяна Яблонська, Сергій Григор'єв).
У 1948—1950 роках працював у Ростовському відділенні Художнього фонду, у 1956—1957 роках — Черкаській обласній організації Спілки художників України.
У 1957 році переїхав до Кишинева, де до 1968 року працював викладачем в художньому училищі. Член КПРС з 1967 року. З 1968 по 1970 рік викладав у Київському художньому інституті, професор.
У 1970 році за запрошенням переїхав працювати в Миколаївській обласній організації Спілки художників України. Постійно брав участь в обласних, всеукраїнських, міжнародних художніх виставках.
Крім активної творчої роботи, вів велику громадську. Був членом правління Миколаївської обласної організації Спілки художників України, головою художньої ради, членом правління міського комітету ветеранів війни і праці, президентом обласного спортклубу «Ринг», членом правління товариства «Меморіал». Виховав понад сто учнів, серед них – імениті художники, лауреати.
Помер у 2003 році. Похований у Миколаєві.

## Твори
- «Агітатор» (1956);
- «В кузні» (1957);
- «Королева ланів» (1961);
- «Селяни» (1963);
- «На безіменній висоті» (1965);
- «Штурм» (1966);
- «Комуністи, вперед!»(1968);
- «Лист» (1969);
- «Осіннє сонце» (1972);
- портрет Героя Соціалістичної Праці П. Борисова (1974)
- «Далеко від Росії» (1974);
- «Вважайте мене комуністом» (1975);
- «Героїчний десант (Ольшанці)» (1976);
- «Вальс» (1978);
- «Тренери» (1979);
- «На захист революції» (1981).

Написав серію портретів письменників України: О. Гончара, П. Загребельного, П. Глазового та багато інших письменників. В циклі «Однополчани» зображено близько 150 його бойових друзів.
Роботи майстра представлені в Національному художньому музеї України, Миколаївському обласному художньому музеї імені В. В. Верещагіна, в інших музейних та приватних колекціях в Україні та за її межами.

## Відзнаки
- Почесна грамотою ЦК Комсомолу Молдавської РСР (1957);
- Звання «Заслужений художник УРСР» (1976);
- Медаль «За відвагу» (15 листопада 1977[5]);
- Медаль «За перемогу над Німеччиною»;
- Медаль «Ветеран праці»;
- Орден Вітчизняної війни II ступеня (6 квітня 1985[5]);
- Почесна грамота Президії Верховної Ради УРСР (1986);
- Народний художник України (2001)[6].

## Вшанування пам'яті
7 вересня 2018 року у Миколаєві, на фасаді Будинку художника по Центральному проспекту, 96, де з 1970 по 2003 рік жив і працював художник, встановлено меморіальну дошку. Автор — син художника В'ячеслав Ряснянський.